# سكانديكس بيكتين فينيريس
سكانْدِكْس بيكتين-فينيريس (مشط الراعي، مشط الغول) (بالإنجليزية: Scandix pecten-veneris)‏ هو نوع من النباتات الصالحة للأكل ينتمي إلى الفصيلة الخيمية. موطنه الأصلي أوراسيا، ولكنه معروف بوجوده في أماكن أخرى. سُمِّيَ بهذا الاسم نسبةً إلى ثماره الطويلة، التي لها جسم سميك يصل طوله إلى 1.5 سنتيمتر ومنقار يمكن أن يصل طوله إلى 7 سنتيمترات ومُبطَّن بشعيرات شبيهة بالمشط.

## الوصف
(فيما يتعلق بالنويع pecten-veneris - النويع الوحيد الموجود في المملكة المتحدة) نبات حولي قليل الشعر. السيقان يصل طولها إلى 50 سم، وتصبح مجوفة مع التقدم في العمر. الأوراق ثنائية إلى ثلاثية الريش مع فصوص يصل طولها إلى حوالي 10 مم، ضيقة وكاملة إلى ريشية، عنق الورقة متسع عند القاعدة وله حافة غشائية، عادة ما تكون مهدبة. الخيمات بها 1-3 أشعة سميكة ملساء إلى قليلة الشعر بطول 0.5-4 سم؛ السويقة قصيرة جدًا أو غائبة؛ الخيمة الطرفية تحمل أزهارًا خنثى والخيمات الجانبية تحمل نسبًا متغيرة من الأزهار الذكرية والخنثى. القنابات عادة ما تكون غائبة؛ القنيبات عادة ما تكون 5 في العدد، أطول من الأعناق، بسيطة أو مقسمة بشكل غير منتظم (غالبًا بعمق). الأزهار بيضاء؛ الكأسيات صغيرة؛ البتلات الخارجية لا تشع؛ الأقلام ذات قاعدة متضخمة، تشكل حامل القلم. الثمرة 30-70 مم، أسطوانية الشكل إلى حد ما، مضغوطة قليلاً بشكل جانبي، مع منقار مسطح ظهريًا بقوة 3-4 مرات أطول من الجزء الحامل للبذور ومتميز عنه بوضوح، ضيقة عند الملتقى؛ الثمرات الجزئية مضلعة وخشنة مع شعيرات مدببة للأمام على الحواف؛ حامل الثمرة موجود؛ الأنابيب الزيتية مفردة وواضحة؛ الأعناق سميكة تقريبًا مثل الأشعة، ملساء عند القمة؛ الأقلام 2-4 مرات أطول من حامل القلم، منتصبة؛ الميسم مدبب. الفلقتان مدببتان تدريجياً عند القاعدة، بدون عنق واضح. وقت الإزهار: من مايو إلى يونيو.

## الصيغة الصبغية
العدد الكروموسومي لنبات سكانْدِكْس بيكتين-فينيريس والأنواع التصنيفية الفرعية هو 2n = 16، 26.

## الاسم العلمي
كلمة سكانْدِكْس هي في الأصل كلمة لاتينية تعني سرفيل استخدمها بلينيوس الأكبر، الذي كان أيضًا أول من سجل الاسم الوصفي بيكتين فينيريس الذي يعني "مشط فينوس" أو "مشط الزهرة".

## التسمية الانجليزية
عندما تنمو الثمار الطويلة المنتصبة بين سيقان القمح، تبدو نبتة إبرة الراعي غريبة لدرجة أن سكان المزرعة لا يسعهم إلا ملاحظتها وتسميتها.
يتمتع نبات سكانْدِكْس بيكتين-فينيريس بثروة من الأسماء الشائعة الموحية في اللغة الإنجليزية - معظمها يتعلق بالإبرة، في إشارة إلى الثمرة المميزة، التي تجعل من غير المحتمل الخلط بينها وبين أي نبات مظلي أصلي آخر عند نضجها. لقد صنعت المخيلة الشعبية الإنجليزية من هذا النبات "إبرة" لكل من: آدم، المتسول، الساعة، الغراب، الشيطان، الزوجة العجوز/المرأة العجوز/الساحرة، بوك، الراعي، و(بشكل أكثر واقعية) الخياط. من بين هؤلاء، الخياط هو (بشكل واضح) مستخدم للإبر في عمله؛ ينقل آدم والمتسول والغراب والراعي البساطة الريفية؛ ترسم الساعة تشابهًا مع عقارب الساعات و"الإبر"، ويلعب الشيطان والساحرة وبوك (في الفولكلور الإنجليزي، المعروف أيضًا باسم "جود فيلوز"، شياطين أو جنّيات يمكن أن تكون عفاريت منزلية أو عفاريت طبيعية) على فكرة ما هو خارق للطبيعة وغريب (بخبث).
أسماء "المشط" الإنجليزية للنبات أقل وفرة، أحد الاسمين المسجلين يستحضر (مرة أخرى) الراعي والآخر يتعلق بالسيدة، أي "سيدتنا" - أحد ألقاب مريم العذراء. وبالتالي، فإن "(مشط) سيدتنا" هو شكل مُنصَّر من "مشط فينوس" (سجله بليني لأول مرة بالصيغة اللاتينية pecten Veneris) مع استبدال اسم الشخصية الأنثوية البارزة في الدين الأحدث باسم الإلهة الرومانية.
الصلة بين نبات صالح للأكل وغير ضار ينمو في حقل ذرة وكيانات خارقة للطبيعة شريرة إلى حد ما (ناهيك عن إلهة رومانية قديمة) ليست واضحة على الفور للعقل الحديث، ولكن يمكن تفسيرها بدراسة عادات الحصاد القديمة. عندما تتراقص حقول الذرة في مهب الريح، يبدو أنها ترتجف؛ وغالبًا ما وُصف ذلك (من قبل السكان ما قبل الصناعيين) بأنه كائن خيالي يركض عبر الحقل. يمكن تعريف هذا "المخلوق" الخارق للطبيعة بآخر حزمة تُقطع في وقت الحصاد، وكذلك بعض الكيانات الأنثوية، التي تحافظ على آثار آلهة ما قبل مسيحية شبه منسية. قد يكون ارتباط الحبوب بإلهة قديمًا قدم المحاولات الأولى لبذر البذور وجمع النباتات التي كانت مفيدة للغذاء، ويعود تاريخ حقل الحبوب كبيئة من صنع الإنسان في الجزر البريطانية وأيرلندا إلى العصر الحجري الحديث، مع أساطيره المصاحبة (التي نجت فقط كأيقونات) التي تُلوِّن الأساطير القلطية اللاحقة. في هذا السياق، يمكن اعتبار أسماء الزوجة العجوز/المرأة العجوز/الساحرة لنبات سكانْدِكْس بيكتين-فينيريس تشير إلى إلهة حصاد من النوع الذي لا يزال يُذكر في البلدان القلطية والموجود في المعتقد الشعبي الإنجليزي كجزء من طبقة قلطية تسبق الغزوات السكسونية. وبالتالي، يمكن فهم الكيان الفولكلوري المعروف باسم "الزوجة العجوز" فيما يتعلق بالغوراش الويلزية، والكارلين في شمال إنجلترا والأراضي المنخفضة الاسكتلندية، والكيليش الاسكتلندية والمرتفعات الأيرلندية. وبالمثل، يمكن فهم بوك والشيطان في أسماء النبات على أنهما تصورات لروح الذرة الغريبة التي يُميز مرورها تراقص القمح في مهب الريح، حيث يكون الشيطان تفسيرًا مسيحيًا لشخصية بوك سابقة.

## التوزيع
سكانْدِكْس بيكتين-فينيريس ينتشر نطاقه من غرب ووسط وجنوب أوروبا شرقًا إلى غرب ووسط آسيا ويوجد أيضًا في المغرب العربي. داخل المملكة المتحدة، كانت النبتة منتشرة على نطاق واسع كعشبة في الأراضي الزراعية في جنوب شرق إنجلترا، حيث عُثر عليها حتى غرب ويلتشاير، لكنها أصبحت نادرة إلى حد ما في أماكنها السابقة، وهي حالة تُعزى إلى حرق بقايا المحاصيل واستخدام مبيدات الأعشاب الحديثة. ومع ذلك، عُدلت هذه القصة القاتمة للانحدار في عام 1996 من قبل ريتشارد مابي، المتحمس للأطعمة البرية، الذي لاحظ أنه على الرغم من أن النبتة عانت من انخفاض كبير في إنجلترا، بدأ في الخمسينيات من القرن الماضي، إلا أنها بدأت في التعافي مع حظر حرق بقايا المحاصيل في أوائل التسعينيات. علاوة على ذلك - وخلافًا للنظريات السابقة - فقد ثبت أن النبتة مقاومة لمبيدات الأعشاب الحديثة في نهاية المطاف، ويشير مابي إلى أن "إبر" النبتة لا تنفصل بسهولة عن القمح بواسطة آلات الحصاد الحديثة - وهو عامل آخر يساهم في عودتها إلى الريف الإنجليزي.

## الموطن
نبات مشط الراعي من النباتات العشوائية، وهي نوع ينمو في الأراضي المُخرَّبة، ويميل إلى تفضيل التربة الجافة الكلسية، وغالبًا ما ينمو في المروج المفتوحة وحواف الغابات، وينمو هذا النوع جيدًا في الأراضي الصالحة للزراعة، وكان يُزرع سابقًا كخضروات، بالإضافة إلى جمعه من البرية.

## نبات صالح للأكل
يتمتع نبات سكانْدِكْس بيكتين-فينيريس بتاريخ طويل من الاستخدام في أوروبا، كخضروات ورقية وكخضروات سلطة. توجد بعض الإشارات الأولى لاستهلاكها في النصوص اليونانية القديمة التي تسخر من الكاتب المأساوي يوربيديس (حوالي 480 - حوالي 406 قبل الميلاد)، من جزيرة سالاميس، والتي تصور والدة الكاتب المسرحي، كليتو، كبائعة خضار متواضعة، من بين بضائعها كانت خضروات سكانثريكس - التي وجد اسمها طريقه إلى اللاتينية، في الشكل المعدل سكانْدِكْس، كاسم للسرفيل (نوع من الخضروات الخيمية الصالحة للأكل). يذكر الكتاب اليونانيون القدماء أوبيون وثاوفرسطس وإيراسيستراتوس من جزيرة كيا أيضًا نبات سكانثريكس الصالح للأكل، بينما يستخدم بيدانيوس ديسقوريدوس الشكل المتغير من الاسم سكانثروكس لنفس النبات. من بين المؤلفين اللاتينيين، يدرج بلينيوس الأكبر نبات سكانْدِكْس ضمن النباتات الصالحة للأكل في مصر. في وقت لاحق، يشير الطبيب من فشنزة أونوريو بيلي (المعروف أيضًا باسم هونوريوس بيلوس، 1550-1604) إلى أنه في عصره كان يُؤكل في جزيرة كريت.

## روابط خارجية
- المعالجة اليدوية لجيبسون
- الملف التعريفي لنباتات وزارة الزراعة الأمريكية
- معرض الصور